# La guerra de Lodoss
La guerra de Lodoss (ロードス島戦記, Rōdosu-tō Senki) és una franquícia de novel·les fantàstiques de Ryo Mizuno basada en l'obra que el mateix Mizuno va crear originalment per a un món anomenat Forcelia com a escenari lliure de regles per a jocs de rol. La sèrie de novel·les va vendre més de 10 milions de còpies al Japó.
Hi ha hagut múltiples adaptacions de manga, anime i jocs d'ordinador. Les trames generalment segueixen les convencions i l'estructura dels sistemes de rol, com Dungeons & Dragons i Sword World RPG, en què diversos personatges de diferents tipus emprenen una recerca específica.
La primera sèrie d'anime, emesa originalment entre el 30 de juny de 1990 i el 20 de novembre de 1991, va estrenar en català el 28 de desembre de 1996 dins del programa Manga! del canal 33, amb el títol de La guerra de Lodoss. Constava de tretze episodis OVA produïts per Madhouse.